# 362 км (зупинний пункт)
362 кіломе́тр — пасажирська зупинна залізнична платформа Рівненської дирекції Львівської залізниці.
Розташована в селі Заболоття Володимирецького району Рівненської області на лінії Сарни — Ковель між станціями Чорторийськ (8,5 км) та Рафалівка (4 км).
Станом на 2025 рік, щодня одна пара приміського поїзда прямує за напрямком Ковель-Пасажирський — Сарни.